# Yuma Yamazaki
Pour les articles homonymes, voir Yamazaki.
Yuma Yamazaki (山崎悠麻), née le 8 avril 1988 à Kokubunji dans la métropole de Tokyo, est une joueuse de parabadminton japonaise concourant en WH2 pour les athlètes en fauteuil roulant n'ayant pas ou peu de problèmes au niveau du tronc.

## Carrière
Elle se brise la colonne vertébrale dans un accident de la route à l'âge de seize ans.
Aux Jeux de 2020, Yamazaki remporte la médaille d'or par équipes féminines WH1-WH2 avec sa compatriote Sarina Satomi deux sets à un. En individuel, elle rafle le bronze en WH2 en battant son adversaire turque deux sets à zéro.

## Résultats individuels

### Jeux paralympiques

#### En individuel
| Année | Lieu                               | Compétiteur  | Score       | Résultat |
| ----- | ---------------------------------- | ------------ | ----------- | -------- |
| 2021  | Gymnase olympique de Yoyogi, Tokyo | Emine Seçkin | 21-16, 21-8 | Bronze   |

#### Par équipes
| Année | Lieu                               | Partenaire    | Compétiteur           | Score               | Résultat |
| ----- | ---------------------------------- | ------------- | --------------------- | ------------------- | -------- |
| 2021  | Gymnase olympique de Yoyogi, Tokyo | Sarina Satomi | Liu Yutong Yin Menglu | 16-21, 21-16, 21-13 | Or       |

### Championnats du monde

#### Par équipes
| Année | Lieu                      | Partenaire    | Compétiteur           | Score               | Résultat |
| ----- | ------------------------- | ------------- | --------------------- | ------------------- | -------- |
| 2019  | Halle Saint-Jacques, Bâle | Sarina Satomi | Liu Yutong Yin Menglu | 16-21, 21-16, 21-13 | Bronze   |
| 2017  | Dongchun Gymnasium, Ulsan | Ikume Fuke    | Li Hongyan Yang Fan   | walkover            | Bronze   |